# Jamie Foxx
Jamie Foxx, pseudonimo di Eric Marlon Bishop (Terrell, 13 dicembre 1967), è un attore e cantante statunitense.
Diventato noto per la sua interpretazione nel film biografico Ray del 2004, per il quale ha vinto ben 5 riconoscimenti diversi come miglior attore (Oscar, BAFTA, Screen Actors Guild Award, Critics' Choice Award e Golden Globe), nel corso della sua carriera ha recitato in numerosi film cult, tra cui Collateral (2004), Jarhead (2005), Miami Vice (2006), The Kingdom (2008), Django Unchained (2012), Annie - La felicità è contagiosa (2014), The Amazing Spider-Man 2 - Il potere di Electro (2014), Spider-Man: No Way Home (2021) e Day Shift - A caccia di vampiri (2022).
Ha inoltre fatto parte del cast dello show televisivo In Living Color (1991-1994) e la sitcom televisiva The Jamie Foxx Show (1996-2001), in cui veste inoltre il ruolo di produttore. Dal 2017, Foxx è conduttore e produttore esecutivo del game show della Fox Beat Shazam.
Foxx ha successivamente intrapreso la carriera discografica, pubblicando cinque album, arrivando a collaborare con numerosi artisti, tra cui Kanye West, Mary J. Blige, Beyoncé, Jennifer Hudson, Justin Timberlake e Drake. Grazie ai successi ottenuti ha venduto oltre 12 milioni di copie negli Stati Uniti e vinto il Grammy Award per la miglior performance R&B per il brano Blame It.

## Biografia
Nato in una famiglia abbastanza problematica, figlio di Darrell Bishop, lavoratore saltuario come agente di cambio, e di Louise Annette Talley Dixon, è stato dato in adozione poco dopo la sua nascita a Estelle Marie Nelson, casalinga ed infermiera, e Mark Talley, giardiniere, seppur mantenendo dei contatti con i genitori naturali. È cresciuto nel quartiere Tarrell, ai tempi una sorta di ghetto per persone di colore, e afferma che il periodo vissuto lì è stato di grande importanza per il suo futuro successo, su cui avrebbe influito in particolare il legame con sua nonna.
Bishop ha iniziato a suonare il pianoforte a 5 anni per poi diventare pianista e solista all'interno del coro della chiesa che frequentava da ragazzino. Al tempo del liceo, si è distinto sia per il suo talento nel campo del baseball che per un'innata abilità nel raccontare barzellette e creare momenti comici, oltre ad entrare a far parte di una band musicale. Dopo le scuole superiori, Bishop ha affrontato studi universitari nel campo delle arti musicali e recitative.

## Carriera

### Recitazione
Inizia la carriera di attore e comico quasi per gioco, quando accetta di esibirsi in un locale per vincere una scommessa con amici e si fa annunciare con lo pseudonimo di Jamie Foxx, in tributo al comico Redd Foxx. In seguito a quest'esperienza, Foxx recita in diverse sit-com televisive come In Living Color, con Jim Carrey e i fratelli Wayans. Il programma ha un successo enorme, e gli dà modo di apparire in altri show come Roc e Mr. Cooper, diventando quindi protagonista di uno show eponimo, del quale è anche autore e regista, intitolato appunto The Jamie Foxx Show.
A livello cinematografico, il debutto di Jamie Foxx avviene nel 1992 con il film Toys - Giocattoli. Dopo un'assenza di 4 anni dal grande schermo, l'attore vi ritorna nel 1996 con i film Un uomo in prestito e La grande promessa, a cui fanno seguito diverse pellicole negli anni successivi. Il primo ruolo drammatico di un certo spessore interpretato da Foxx è quello del quarterback stella di una squadra di football americano nel film Ogni maledetta domenica - Any Given Sunday (1999) di Oliver Stone. Del film, Foxx compone anche parte delle musiche, le canzoni Any Given Sunday, My Name Is Willie, Any Given Sunday Outro.
Negli anni seguenti lavora in numerose pellicole tra cui Ali (2001) e Shade (2003), raggiungendo il grande successo internazionale nel 2004 grazie alla sua acclamata interpretazione accanto a Tom Cruise nel film d'azione Collateral di Michael Mann. Nello stesso anno interpreta anche un film biografico sul grande cantante cieco Ray Charles, intitolato Ray. Per interpretare al meglio il ruolo, Foxx si prepara per mesi lavorando accanto al cantante (scomparso poco prima dell'uscita del film) recitando con una benda sugli occhi.
Questi due film valgono a Foxx numerosi riconoscimenti: nel 2004, evento senza precedenti, ottiene ricevuto tre candidature ai Golden Globe nelle categorie per le migliori interpretazioni, per il suo ruolo da protagonista in Ray, il suo ruolo da non protagonista in Collateral e il suo ritratto del condannato a morte e candidato al premio Nobel Stanley Williams per il film per la televisione Redemption: The Stan Tookie Williams Story.
Il successo continua durante gli Oscar 2005, dove viene candidato sia per la sua performance in Ray come miglior attore protagonista che per quella in Collateral come non protagonista (è stato il primo attore afro-americano a riuscire in questa impresa, il decimo in assoluto). Il primo film gli vale la statuetta (ed è stato solo il terzo attore maschio afro-americano a riuscirci dopo Sidney Poitier e Denzel Washington). Successivamente, l'attore appare in molti altri film di successo: Jarhead (2005), Dreamgirls (2006), Miami Vice (2006), The Kingdom (2007), Giustizia privata (2008), Come ammazzare il capo... e vivere felici (2010) e Parto col folle (2010). Nel 2012 viene scelto da Quentin Tarantino come attore protagonista nel suo film western Django Unchained.
Nel 2014 è nel film The Amazing Spider-Man 2 - Il potere di Electro, diretto da Marc Webb (sequel del primo film, uscito nel luglio 2012), nel quale interpreta il villain Electro. Nel mese di ottobre 2020 annuncia che tornerà nei panni di Electro per il film del Marvel Cinematic Universe Spider-Man: No Way Home, diretto da Jon Watts, in uscita nel 2021, a 7 anni di distanza dal secondo film di Marc Webb (ma sarà diverso il look del personaggio che è stato rappresentato in The Amazing Spider-Man 2).
Nel giugno 2013 viene annunciata la presenza di Foxx nel film Mean Business on North Ganson Street, dove interpreta insieme a Leonardo DiCaprio i panni di un investigatore del Missouri. Negli anni successivi appare in molti altri film, tra cui Sotto assedio - White House Down (2013), Come ammazzare il capo 2 (2014), Sleepless - Il giustiziere (2017), Baby Driver - Il genio della fuga (2017), Robin Hood - L'origine della leggenda (2018), Il diritto di opporsi (2019) e Soul (2020). Nel 2021 gira All-Star Weekend, il film prodotto e diretto, nel quale interpreta il protagonista Malik, un autista di carro attrezzi che è un fan del basketball, specialmente per la star NBA LeBron James.

### Musica
Nel 1994, mentre è ancora impegnato nella serie TV della Fox In Living Color, la stessa azienda tenta di lanciarlo come cantante attraverso l'album Peep This, che tuttavia non ottiene il successo sperato. Successivamente, l'artista mette da parte la carriera musicale per molti anni, partecipando soltanto di tanto in tanto alle colonne sonore di alcuni film a cui prende parte come attore. Questa pausa si interrompe nel 2003, anno in cui collabora con i rapper Kanye West e Twista nel brano Slow Jamz, che ottiene un successo commerciale enorme raggiungendo la numero 1 della Billboard Hot 100.
In seguito a questo successo, l'artista firma un contratto discografico con la RCA Records e pubblica il suo secondo album Unpredictable nel 2005, che include collaborazioni con artisti di grande fama come Mary J. Blige e Snoop Dogg, arrivando a vendere quasi 2 milioni di copie. L'album raggiunge la numero 1 nella Billboard 200 e la numero 9 nella classifica britannica, mentre il primo singolo (la title track) entra nella top 10 della Billboard Hot 100. Il progetto gli permette inoltre di vincere numerosi premi durante i successivi Bet Awards, oltre a ricevere svariate nomination anche ai Grammy Awards 2006.
Nel 2008, nel pieno dei successi cinematografici, Foxx pubblica il suo terzo album Intuition: ancora una volta ricco di collaborazioni con altri artisti, l'album vende 1 milione di copie in USA e viene promosso attraverso il lancio di 5 singoli (tra cui la hit di grandissimo successo Blame It feat. T-Pain) e un tour portato avanti nel 2009. Nel 2010 il suo brano Blame Itvince un Grammy nella categoria miglior performance R&B di un duo o un gruppo. Nel 2010 fa parte degli artisti che cantano il brano We Are the World 25 for Haiti, rivisitazione in chiave moderna del brano originale del 1985. Nello stesso anno pubblica il suo quarto album Best Night Of My Life, ancora una volta promosso attraverso il lancio di vari singoli ma che ottiene un successo inferiore a quello dei due album precedenti.
Successivamente partecipa al video Happy di Pharrell Williams. Nel 2015, partecipa al singolo Focus di Ariana Grande. Sempre nel 2015 pubblica il suo quinto album Hollywood: A Story of a Dozen Roses, che conferma la parabola discendente del suo successo commerciale come cantante nonostante la presenza di collaborazioni con artisti come Chris Brown, Pharrell Williams e Kid Ink. Negli anni successivi si dedica esclusivamente alla recitazione, salvo pubblicare alcune collaborazioni.

## Vita privata
Nel 1993 ha avuto una breve relazione con Connie Kline (appartenente all'Aeronautica militare), da cui ha avuto una figlia, Corinne (nata nel 1994). Nel 2009 diventa padre di Annalise, avuta da un altro breve legame con la specialista Kristin Grannis. Dal 2013 ha una relazione con l'attrice Katie Holmes, resa pubblica solamente nell'estate 2017. I due si sono poi separati nell'agosto 2019.
Nel 2003 Foxx è stato condannato a due anni di libertà vigilata e al pagamento di una multa da 1500 dollari in seguito a un incidente avvenuto in un casinò in cui l'attore avrebbe dovuto partecipare a una festa privata: dopo essere stato portato via da poliziotti intervenuti perché lui non voleva mostrare dei documenti di identificazione, Foxx è stato infatti incriminato per violazione di domicilio, disturbo della quiete pubblica e resistenza a pubblico ufficiale.
Nel 2008 ha sostenuto pubblicamente il programma umanitario Do Something, riguardante la distribuzione di cibo a persone poco abbienti. Nel 2016 ha salvato la vita a un uomo che aveva avuto un incidente stradale: tale persona è successivamente stata incriminata per guida in stato di ebbrezza.
Il 26 ottobre 2020 Foxx ha annunciato pubblicamente la morte di sua sorella Deondra, di trentasei anni, affetta da sindrome di Down.
Dal 2022 è fidanzato con Alyce Huckstepp.

## Filmografia

### Attore

#### Cinema
- Toys - Giocattoli (Toys), regia di Barry Levinson (1992)
- Un uomo in prestito (The Truth About Cats & Dogs), regia di Michael Lehmann (1996)
- La grande promessa (The Great White Hype), regia di Reginald Hudlin (1996)
- Ore piccole (Booty Call), regia di Jeff Pollack (1997)
- The Players Club, regia di Ice Cube (1998)
- Uno spostato sotto tiro (Held Up), regia di Steve Rash (1999)
- Ogni maledetta domenica - Any Given Sunday (Any Given Sunday), regia di Oliver Stone (1999)
- Bait - L'esca (Bait), regia di Antoine Fuqua (2000)
- Date from Hell, regia di Rashid Natara Harper - cortometraggio (2001)
- Alì, regia di Michael Mann (2001)
- Shade - Carta vincente (Shade), regia di Damian Nieman (2003)
- Breakin' All the Rules, regia di Daniel Taplitz (2004)
- Collateral, regia di Michael Mann (2004)
- Ray, regia di Taylor Hackford (2004)
- Stealth - Arma suprema (Stealth), regia di Rob Cohen (2005)
- Jarhead, regia di Sam Mendes (2005)
- Miami Vice, regia di Michael Mann (2006)
- Dreamgirls, regia di Bill Condon (2006)
- The Kingdom, regia di Peter Berg (2007)
- Il solista (The Soloist), regia di Joe Wright (2009)
- Giustizia privata (Law Abiding Citizen), regia di F. Gary Gray (2009)
- Appuntamento con l'amore (Valentine's Day), regia di Garry Marshall (2010)
- Parto col folle (Due Date), regia di Todd Phillips (2010)
- Come ammazzare il capo... e vivere felici (Horrible Bosses), regia di Seth Gordon (2011)
- Django Unchained, regia di Quentin Tarantino (2012)
- Sotto assedio - White House Down (White House Down), regia di Roland Emmerich (2013)
- The Amazing Spider-Man 2 - Il potere di Electro (The Amazing Spider-Man 2), regia di Marc Webb (2014)
- Un milione di modi per morire nel West (A Million Ways to Die in the West), regia di Seth MacFarlane (2014) - cameo non accreditato
- Come ammazzare il capo 2 (Horrible Bosses 2), regia di Sean Anders (2014)
- Annie - La felicità è contagiosa (Annie), regia di Will Gluck (2014)
- Sleepless - Il giustiziere (Sleepless), regia di Baran bo Odar (2017)
- Baby Driver - Il genio della fuga (Baby Driver), regia di Edgar Wright (2017)
- Chris Brown: Welcome to My Life, regia di Andrew Sandler - documentario (2017)
- Robin Hood - L'origine della leggenda (Robin Hood), regia di Otto Bathurst (2018)
- Il diritto di opporsi (Just Mercy), regia di Destin Daniel Cretton (2019)
- Project Power, regia di Henry Joost e Ariel Schulman (2020)
- All-Star Weekend, regia di Jamie Foxx (2021)
- Spider-Man: No Way Home, regia di Jon Watts (2021)
- Day Shift - A caccia di vampiri (Day Shift), regia di J. J. Perry (2022)
- Hanno clonato Tyrone (They Cloned Tyrone), regia di Juel Taylor (2023)
- God Is a Bullet, regia di Nick Cassavetes (2023)
- The Burial, regia di Maggie Betts (2023)
- Back in Action, regia di Seth Gordon (2025)

#### Televisione
- In Living Color – serie TV, 95 episodi (1991-1994)
- Roc – serie TV, 7 episodi (1992-1993)
- Mr. Cooper – serie TV, episodio 4x17 (1996)
- Moesha – serie TV, episodio 1x06 (1996)
- The Jamie Foxx Show – programma TV, 100 puntate (1996-2001)
- Saturday Night Live – programma TV, 2 puntate (2000-2012)
- MTV Video Music Awards 2001 – programma TV, Conduttore (2001)
- Redemption - La pace del guerriero (Redemption: The Stan Tookie Williams Story), regia di Vondie Curtis-Hall – film TV (2004)
- Chappelle's Show – programma TV, puntata 2x13 (2004)
- When I Was 17 – programma TV, puntata 3x50 (2011)
- Papà, non mettermi in imbarazzo! (Dad Stop Embarrassing Me!) - serie TV (2021)

### Doppiatore
- Rio, regia di Carlos Saldanha (2011)
- Rio 2 - Missione Amazzonia (Rio 2), regia di Carlos Saldanha (2014)
- Soul, regia di Pete Docter (2020)
- Doggy Style - Quei bravi randagi, regia di Josh Greenbaum (2023)

### Regista

#### Cinema
- All-Star Weekend (2021)

### Produttore

#### Cinema
- All-Star Weekend, regia di Jamie Foxx (2021)

## Discografia
- 1994 – Peep This
- 2005 – Unpredictable
- 2008 – Intuition
- 2010 – Best Night of My Life
- 2015 – Hollywood: A Story of a Dozen Roses

## Riconoscimenti
- Premio Oscar
  - 2005 – Miglior attore protagonista per Ray
  - 2005 – Candidatura per il Miglior attore non protagonista per Collateral
- Golden Globe
  - 2005 - Miglior attore in un film commedia o musicale per Ray
- Premio BAFTA
  - 2005 - Miglior attore protagonista per Ray
- Grammy Award
  - 2023 - Candidatura al miglior album parlato per Act Like You Got Some Sense
- Kids' Choice Awards
  - 2015 – Candidatura per l'Attore cinematografico preferito per The Amazing Spider-Man 2 - Il potere di Electro[23]
  - 2015 – Candidatura per il Cattivo preferito per The Amazing Spider-Man 2 - Il potere di Electro

## Doppiatori italiani
Nelle versioni in italiano delle opere in cui ha recitato, Jamie Foxx è stato doppiato da:
- Roberto Draghetti in Alì, Collateral, Stealth - Arma suprema, Jarhead, Miami Vice, Dreamgirls, The Kingdom, Il solista, Giustizia privata, Parto col folle, Come ammazzare il capo... e vivere felici, Come ammazzare il capo 2, Sleepless - Il giustiziere, Project Power
- Pino Insegno in Ray, Django Unchained, Sotto assedio - White House Down, Un milione di modi per morire nel West, Baby Driver - Il genio della fuga, Robin Hood - L'origine della leggenda, Papà, non mettermi in imbarazzo!, Day Shift - A caccia di vampiri, Hanno clonato Tyrone, God Is a Bullet, The Burial - Il caso O'Keefe, Back in Action
- Fabio Boccanera in The Players Club, Ogni maledetta domenica - Any Given Sunday, Bait - L'esca
- Franco Mannella in The Amazing Spider-Man 2 - Il potere di Electro, Spider-Man: No Way Home
- Riccardo Rossi in Un uomo in prestito, Breakin' all the Rules
- Marco Guadagno in La grande promessa
- Massimiliano Manfredi in Uno spostato sotto tiro
- Francesco Pannofino in Shade - Carta vincente
- Silvano Piccardi in Redemption - La pace del guerriero
- Saverio Indrio in Appuntamento con l'amore
- Giorgio Borghetti in Annie - La felicità è contagiosa
- Stefano Thermes ne Il diritto di opporsi
- Luca Ward in Redemption - La pace del guerriero (ridoppiaggio)

Da doppiatore è sostituito da:
- Franco Mannella in Rio, Rio 2 - Missione Amazzonia (dialoghi)
- Luca Velletri in Rio, Rio 2 - Missione Amazzonia (canto)
- Neri Marcorè in Soul
- Pino Insegno in Doggy Style - Quei bravi randagi